# MÁV V43
MÁV класу V43 (угор. MÁV V43 sorozat) — електровоз угорського виробництва з характерним коробчастим виглядом, головний робочий електровоз Угорських державних залізниць.

## Історія
Серія розроблена і сконструйована на початку 60-х років європейським консорціумом для просування ідей використання 25 кВ/50 Гц змінного струму на залізничних маршрутах «50 c/s Group», який складався з фірм-експертів з електрифікації залізниць Siemens, Alstom, AEG, M.F. Oerlikon, Brown-Boveri та сімох менших. Консорціум підрядив на це угорський уряд.
Подальша розробка, прилаштування і серійне виробництво відбувалися на будапештському заводі «Ganz», а оператором електровозів стала угорська компанія MÁV. Загалом у проміжку з 1963 по 1982 рік було збудовано 379 локомотивів, покликаних замінити MÁV V40 і MÁV V60 та широко розповсюджені паровози класу 424. Прізвисько класичної модифікації V43 1000 Szili завдячує своїм виникненням напівпровіднику з кремнію (силіцію), «V43 2000» дістала прізвисько Papagáj (папуга) з огляду на її забарвлення, а «V43 3000» угорською прозвали «Cirmos» («смугастик», теж через забарвлення). Попервах ті з них, що були виготовлені в Німеччині, могли також працювати від джерела змінного струму 16 кВ.
Застосована в цій серії напівпровідникова технологія раннього покоління зараз вважається застарілою, але цей тип має хорошу продуктивність як у вантажних, так і в пасажирських перевезеннях. Хороша продуктивність — це результат технічного недоліку: вироблені в Угорщині серійні зразки V43 мають дві тонни зайвої ваги порівняно з німецьким дослідним зразком через відмінності у виготовленні сталевих каркасів. Це вимагає від локомотивів постійної роботи на межі запасу тягової потужності, і продуктивність стала найвищою в цьому регіоні за випадковим збігом обставин. Розширені процедури профілактичного техобслуговування, розроблені в локомотивних депо «MÁV», дозволили V43 надійно прослужити додаткові 40 років, незважаючи на те, що більшість часу ця серія працювала на максимумі можливостей.